# 沢田節蔵
沢田 節蔵（澤田 節蔵、さわだ せつぞう、1884年（明治17年）9月9日 - 1976年（昭和51年）7月4日）は、日本の外交官。

## 人物
鳥取県岩井郡浦富村（のち岩美郡岩美町）出身。東京帝国大学法学部卒業後、外務省に入省、のちに国際連盟帝国事務局長、ブラジル大使を歴任。平和主義者で英米派の立場に立ったリアリストでもあり、国際連盟脱退にあたっては強く反対。大戦時には鈴木貫太郎内閣顧問となり、第二次世界大戦の早期終結のため、カトリッククリスチャンとしてバチカンへの働きかけも図った。戦後は、佐藤尚武らと共に、「霞が関」の長老として重きをおかれると同時に、多方面で活躍。文化放送を設立し会長。1949年東京外国語大学初代学長に就任。世界経済調査会会長。日伯協会会長。
1951年（昭和26年）3月3日、皇太子裕仁親王の欧州訪問30周年の記念日にあたり、当時の関係者の一人として皇居に招かれた。また、1953年（昭和28年）8月1日にも昭和天皇に拝謁し、日伯中央協会会長としてブラジルの現況を、また、東京外国語大学学長として同大学の状況等を言上。1955年（昭和30年）2月6日には、ブラジル、パラグアイなどの事情を言上した。
外交官沢田廉三（元国連大使、妻美喜は三菱財閥本家男爵岩崎久弥の長女でエリザベス・サンダースホーム創設者）と実業家沢田退蔵（富士紡績元専務、妻光子は米紙Time表紙になった初日本経済人・東京海上元会長各務鎌吉と岩崎弥太郎・弥之助の姪繁尾の一人娘）は共に弟で、澤田三兄弟として有名。
また長妹は広岡貞子（夫松三郎は元大同生命社長で広岡財閥主人信五郎の長男)、次妹は平生愛子（夫太郎は元山武常務で、甲南学園創設者・元文部大臣・枢密顧問官平生釟三郎の長男）、三妹は山本菊子（夫博は元博進社社長)。

## 栄典
位階
- 1934年（昭和9年）5月15日 - 正四位[4]

勲章等
- 1940年（昭和15年）8月15日 - 紀元二千六百年祝典記念章[5]

## 家族親族
- 妻　美代子（父は外交官・元イタリア大使大山綱介、母は男爵野村素介の娘久子）
- 次男　信夫
- 三男　和夫（カトリック東京教区司祭）
- 四男　昭夫
- 五男　寿夫

## 著書
- 『澤田節蔵回想録　一外交官の生涯』澤田壽夫(寿夫)編、有斐閣、1985年。ISBN 4641099545
復刻版「日本外交史人物叢書　第19巻」ゆまに書房、2002年。ISBN 4843306851
- 『皇太子殿下 御外遊記』大阪毎日新聞社、1924年
二荒芳徳と共著、皇太子裕仁親王の欧州訪問の随行記